# Gwili Andre
Gwili Andre, née Gurli Ingeborg Elna Andresen (4 février 1907 – 5 février 1959) est une mannequin et actrice danoise qui a eu une brève carrière au cinéma hollywoodien.

## Biographie
Née à Frederiksberg, elle a deux sœurs. Ses parents sont Carl Axel Andresen et Emma Marie Ellen Sørensen Bruun, mariés en 1904. Ses parents divorcent et son père se remarie en 1917.
Après avoir travaillé comme mannequin en Europe, elle arrive à Hollywood au début des années 1930 avec l'intention de s'imposer comme star de cinéma. En 1930, elle s'installe à New York avec son premier mari où elle aurait été repérée par David O. Selznick lors de la première d'un spectacle à Broadway. Selznick est séduit par sa grande beauté et lui organise un bout d'essai.
Elle signe chez RKO et apparaît en 1932 dans Roar of the Dragon et Secrets of the French Police. Si son apparence est comparé à celui de Greta Garbo et Marlene Dietrich, son jeu d'actrice reçoit des critiques négatives. Un chroniqueur de journal la qualifie d'« interprète raide, incolore et totalement dépourvue de talent ». Néanmoins, RKO commence à utiliser son look glamour pour promouvoir sa carrière. Une vaste campagne publicitaire lui permet d'être connue du public américain, mais son rôle suivant dans No Other Woman (1933), aux côtés d'Irene Dunne, n'a pas le succès escompté par le studio. Dans les années suivantes, elle est reléguée à des rôles de faire-valoir, dont un rôle dans le film de Joan Crawford, A Woman's Face (1941).
Elle se marie deux fois, une première fois à l'agent immobilier Stanisław Mlotkowski en 1929, dont elle se sépare en 1930 et divorce en 1935, puis à l'ingénieur William Dallas Cross, Jr. en 1943. Ils ont un fils, Peter Lance Cross, en février 1944. Ils divorcent en 1948.
Au début des années 1940, sa carrière cinématographique est au point mort. Son dernier rôle est un rôle mineur dans The Falcon's Brother (en), l'une des séries populaires The Falcon (en) en 1942. Elle ne reviendra pas à l'écran, mais passe le reste de sa vie à tenter d'orchestrer un comeback. Après son divorce, elle retourne dans son Danemark natal avec son fils mais revient à New York en 1954, puis finalement en Californie.
Le 5 février 1959, elle meurt dans un incendie qui se déclare dans son appartement à Venise, en Californie, où elle vit seule. La cause de l'incendie n'a jamais été déterminée. Elle est incinérée au Forest Lawn Memorial Park à Glendale, en Californie et ses cendres envoyées et déposées au cimetière Cimetière Søndermark (en) de Copenhague, au Danemark.

## Filmographie
| Année | Titre                             | Rôle               | Directeur            |
| ----- | --------------------------------- | ------------------ | -------------------- |
| 1932  | Roar of the Dragon (en)           | Natacha            | Wesley Ruggles       |
| 1932  | Secrets of the French Police (en) | Eugénie Dorain     | A. Edward Sutherland |
| 1933  | Sa femme                          | Margot Van Deering | J. Walter Ruben      |
| 1937  | Meet the Boyfriend (en)           | Vilma Vlare        | Ralph Staub          |
| 1937  | The Girl Said No                  | Gretchen Holman    | Andrew L. Stone      |
| 1941  | Il était une fois                 | Gustave            | George Cukor         |
| 1942  | The Falcon's Brother (en)         | Diane Medford      | Stanley Logan        |